# Calzada de Guadalupe
La Calzada de Guadalupe, es una de las dos avenidas de la Ciudad de México que unen su centro histórico con la Villa de Guadalupe y de la cual recibe su nombre. La calzada corre en un eje sur - norte, desde la glorieta de Peralvillo donde entronca con el paseo de la Reforma, el eje 2 Norte Manuel González y la Calzada de los Misterios. Hasta 2010 entroncaba con el paseo Zumárraga, pero ahora existe un puente y zona peatonal que permite el acceso rápido a la plaza de las Américas hace que termine en la calle de Agustín Garrido para el paso de vehículos. Esta vialidad tiene como característica que al centro tiene un camellón de unos siete metros de ancho con un pasillo central de cuatro y medio metros rodeado por jardineras con bancas por el cual pueden circular los peregrinos que asisten a la Basílica de Santa María de Guadalupe sin entorpecer el tráfico vehicular.

## Historia
La calzada fue construida entre 1786 y 1791 para mejorar la comunicación entre las entonces lejanas poblaciones de México y la Villa de Guadalupe ya que por esa época la hoy llamada Calzada de los Misterios se encontraba dañada, estaba saturada como acceso norte a la Ciudad de México y era poco vistosa como acceso al templo de Guadalupe, por eso el virrey Manuel Antonio Flórez Maldonado primero y luego el virrey Juan Vicente de Güemes ordenaron la construcción de una nueva calzada; esta Calzada fue diseñada con unas dimensiones iniciales de 4600 varas de longitud (3.845 km), 28 varas de ancho (21.73 m) y dos de alto (1.67 m), con dos albarradas laterales para protegerla de inundaciones, ya que aún existía en el lugar parte del lago de Texcoco, y con dos puentes para atravesar el río Consulado y el río de Guadalupe, este último con el fin de conectar directamente con la plaza situada frente al templo principal y no tener que entrar por el acceso de la Calzada de los Misterios, este primer trazo se realizó entre la plaza frontal de la Garita de Peralvillo y la plaza del templo, para esto fue necesario que la Hacienda de Santa Anna Aragón propiedad de la República de Indios de Santiago Tlatelolco consintiera ceder los terrenos necesarios para su construcción, así como el municipio de la Villa de Guadalupe.

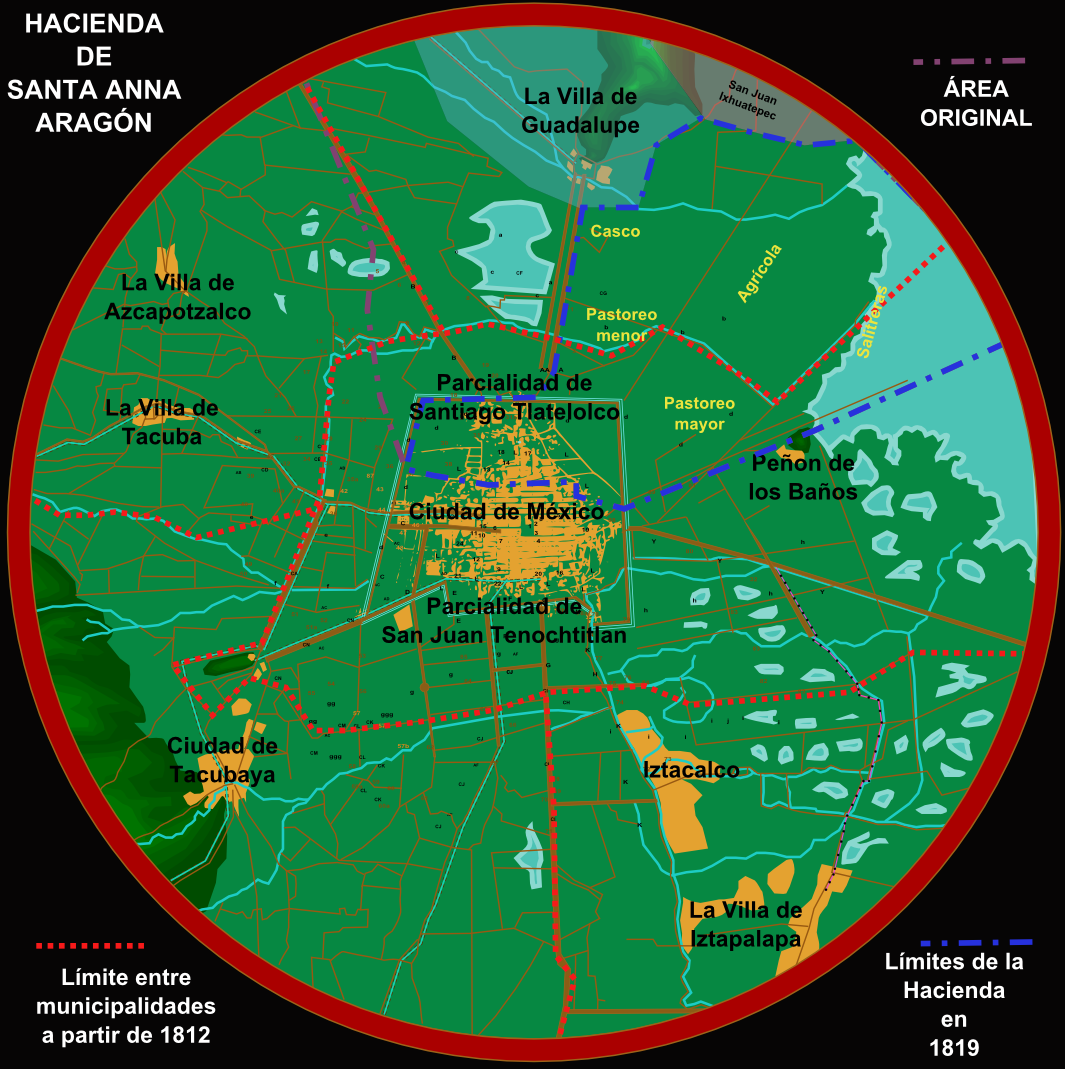
Plano de la Hacienda de Santa Anna Aragón sobre un plano del Distrito federal en 1857.

Hacia 1867 ya se habían creado las líneas de ferrocarril México – Veracruz y México – Tula, que usaba la Calzada de los Misterios; para 1870 la Nueva Calzada de Guadalupe, a la cual se le quitó el calificativo de Nueva, se le agrega el sistema de tranvías de locomoción animal, llamados tranvías de mulitas y para 1900 fue inaugurado el sistema de tranvías eléctricos México-Guadalupe la cual ya entra hasta el centro de la ciudad de México y que rodea la plaza localizada frente a la antigua Basílica de Guadalupe.
Entre 1910 y 1949 la calzada se empieza a convertir en la principal vía de entrada a la Basílica de Guadalupe por el sur dejando a la Calzada de los Misterios y a la nueva Carretera Federal México-Laredo como las entradas norte a la Ciudad de México, por eso el gobierno del entonces presidente Miguel Alemán Valdés decide junto al entonces Jefe del Departamento del Distrito Federal Fernando Casas Alemán llevar a cabo una serie de proyectos urbanos que afectan y mejoran las tres vialidades y la Basílica de Guadalupe. Si bien dichas obras además de dejar pavimentado, con aceras e iluminación a la Calzada de Guadalupe permiten llevar a la población el sistema de drenaje que termina por entubar los últimos restos de los ríos de Guadalupe y Consulado, con el inconveniente de terminar en las hoy calles de Hierro y Juventino Rosas, como agregado especial se dota de un primer camellón central a la calzada, con la idea de que lo usen las peregrinaciones a la Basílica de Guadalupe evitando con esto que saturen la carpeta de rodamiento y entorpezcan el tráfico vehicular, por la misma fecha se moderniza el sistema de tranvías eléctricos, estas obras se inauguraron el 25 de noviembre de 1952.
Es solo con la llegada del llamado Regente de Hierro Ernesto P. Uruchurtu en 1952, que las obras continúan; se realizan algunas de las obras más emblemáticas y criticadas del Distrito Federal entre ellas la construcción de la parte norte del paseo de la Reforma que le trae muchas críticas por la demolición de construcciones emblemáticas de la Ciudad de México, como la mutilación de la Garita de Peralvillo que permite conectar al paseo de la Reforma con la Calzada de los Misterios y por una continuación dar salida al sur a la Calzada de Guadalupe.
Para 1961 se construye el Circuito Interior sobre el antiguo cause del Río Consulado lo que parte a la calzada por un tiempo hasta 1965 cuando se construye el paso vehicular a desnivel que permite el paso peatonal continuo, para 1981 se construye la Línea 5 del Metro y hacia 1986 se inaugura en el cruce con las calles Ricarte y Cuauhtémoc la estación La Villa de la Línea 6 del Metro. Para la primera visita del entonces Papa Juan Pablo II en 1981 se construye un paso a desnivel que deja el paso libre por debajo del paseo Zumárraga, ese paso a desnivel recibe el nombre de Puente Papal.
Para la década de 1990, la calzada tenía un gran grado de deterioro por lo que desde 1993 se inician trabajos de remozamiento, sobre todo concentrados en el camellón central logrando con ello un espacio cerrado que evita la interacción entre los peregrinos y el flujo de vehículos, este camellón cuenta con una serie de jardineras y bancas intercaladas. Para el año 2012 se inauguran las obras de ampliación del acceso a la Basílica de Guadalupe por lo que se cierra al paso de vehículos el tramo entre Garrido y Zumárraga, construyendo un paso a desnivel en paseo Zumárraga y sustituyendo el puente papal por una rampa de acceso más amplia dando un paso libre para los peregrinos y turistas que visitan la Basílica de Guadalupe.
En la actualidad la Calzada de Guadalupe cuenta con su característico camellón que se extiende desde la calle Acero hasta la calle Zumárraga y desde 2012, este camellón se ensancha desde la calle Ricarte hasta la rampa de acceso al atrio del Santuario de Nuestra Señora de Guadalupe, la mayor parte de su traza cuenta con un total de 8 carriles, cuatro por cada lado, excepto en las últimas dos cuadras que se vuelve de dos por lado debido al ensanchamiento del camellón.

### Lugares de interés

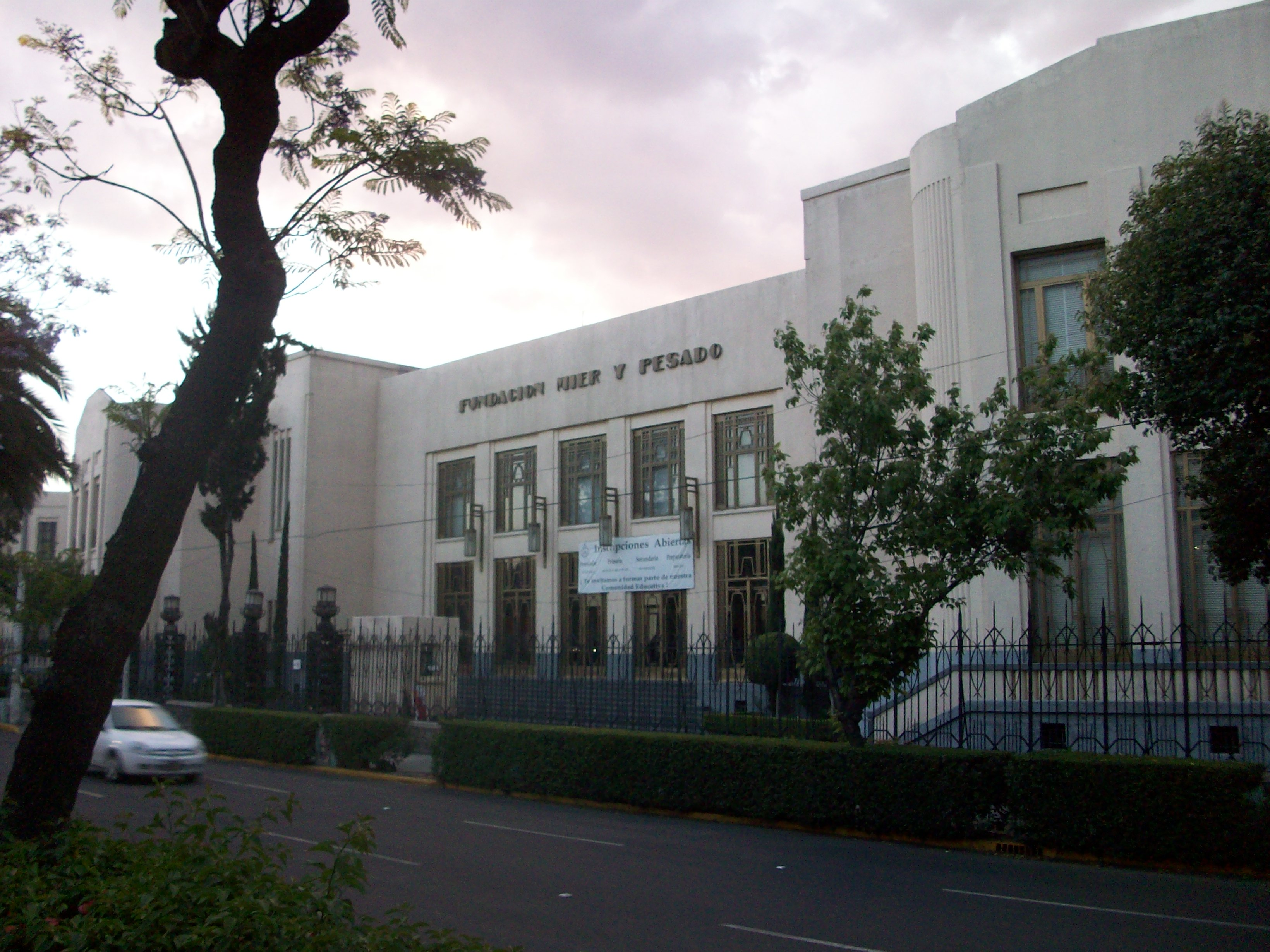
Fachada del Internado de la Fundación Mier y Pesado.

Entre las varias obras que se construyeron a la vera de la calzada encontramos que entre 1926 y 1932 fue construido el edificio del orfanato para niñas San Antonio y Santa Isabel por disposición testamentaria de Isabel Pesado de Mier. Este edificio fue diseñado por el arquitecto Manuel Cortina García con la colaboración del arquitecto Juan Segura. Desde 1932, este edificio estilo Art-deco, ha caracterizado la zona y actualmente pertenece a la Fundación Mier y Pesado, y aunque su uso ha venido evolucionando pasando de orfanato a internado y finalmente a escuela cono lo es actualmente, su carácter de ser exclusivo para niñas se ha mantenido.
El 3 de diciembre de 1930 la Ford Motor Company comenzó la construcción de su planta armadora de automóviles en un terreno que adquirió en el lado oriente de calzada de Guadalupe, en terrenos que formarían parte de la Colonia Guadalupe Tepeyac, planta industrial que fue la primera de su tipo en el país y fue diseñada por el arquitecto Alberto Kahan e inaugurada en septiembre de 1932. La Planta Ford La Villa continuó armando automóviles hasta 1984. Posteriormente se construyó en una gran parte del predio el Hipermercado Gran Bazar, que posteriormente paso a convertirse en uno de los primeros Wal-mart del país, y la plaza Tepeyac. Para el año 2000 la Ford Motor Company dejó sus últimas instalaciones que desde el cierre de la planta había usado como bodega y ese último espacio terminó convirtiéndose en un Sam´s Club.
La Calzada de Guadalupe comienza en la Glorieta de Peralvillo, si uno circula por paseo de la Reforma y se dirige a la basílica de Guadalupe (sur-norte).- Esta zona geográfica se encuentra al norte de la Ciudad de México y depende de la Delegación Cuauhtémoc; colinda con Calzada de los Misterios, Eje 2 Norte Canal del Norte, Manuel González y paseo de la Reforma.- La Glorieta de Peralvillo es el punto de reunión de peregrinos que acuden año con año a demostrar su devoción a la Virgen de Guadalupe, comenzando su caminata sobre la Calzada de Guadalupe, con un recorrido de aproximadamente 5.9 kilómetros para llegar al atrio de la Basílica.- Al oriente de la Calzada de Guadalupe, pasando la Glorieta de Peralvillo en la colonia Maza, se ubican una serie de comercios artesanales que se encuentran en las calles de: San Andrés de la Sierra, Aluminio, Cobre, Estaño y Atotonilco.- En estos comercios puedes adquirir trabajos de artesanos mexicanos hechos de cerámica, vidrio, madera, fieltro, pasta y migajón.-
|  |  |

A la izquierda, extremo sur de la Calzada de Guadalupe al cruce con la calle Acero. A la derecha, Rampa de acceso a la Basílica de Guadalupe en el extremo norte de la Calzada de Guadalupe, al fondo se observa el Templo Expiatorio a Cristo Rey.